# الصملة (رماح)
الصملة، هي قرية من فئة (أ) تقع في محافظة رماح، والتابعة لمنطقة الرياض في السعودية. وتبعد الصملة عن محافظة رماح بمسافة تقارب () كم.